# Ernst Paul Hoffmann

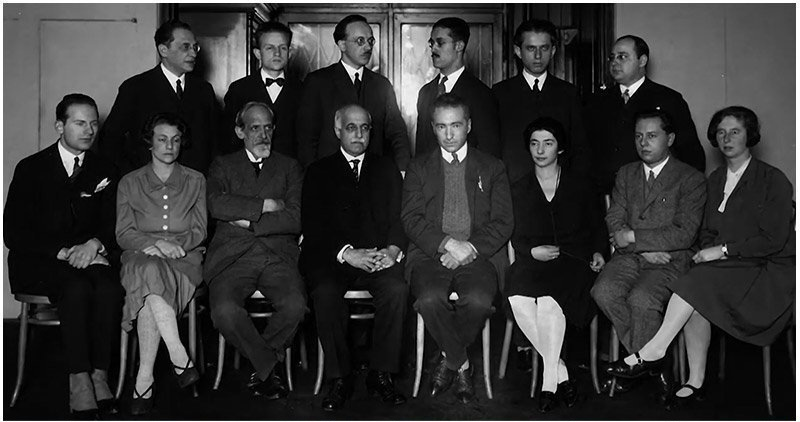
Ernst Paul Hoffmann im Wiener Psychoanalytischen Ambulatorium 1922 (stehend, 1. von links).
Foto: Ludwig Gutmann

Ernst Paul Hoffmann, auch Isaak Hoffmann oder Jakob Hoffmann (geboren 23. Januar 1891 in Radautz, Österreich-Ungarn; gestorben Dezember 1944 in der Schweiz) war ein österreichischer Psychoanalytiker.

## Leben
Isaak Hoffmann wurde in die Familie des jüdischen Händlers Kalman Hoffmann hinein geboren. Isaak Hoffmann besuchte das Gymnasium in Radautz und in Czernowitz, wo er 1909 die Matura erhielt.
In Wien studierte er Medizin und wurde 1914 promoviert. Als Oberarzt der Reserve nahm er von 1914 bis 1918 am Ersten Weltkrieg teil und erhielt das Militärverdienstkreuz am Bande und das Karl-Truppenkreuz. Danach war er bis 1925 als Zahnarzt tätig.
Hoffmann begann 1922 seine Lehranalyse bei Paul Federn und bei Eduard Hitschmann und arbeitete 1924 bis 1937 als Sekundararzt und Assistent am Psychoanalytischen Ambulatorium der Wiener Psychoanalytischen Vereinigung, in die er 1926 als außerordentliches und 1931 als Vollmitglied aufgenommen wurde. 1936 hielt er die Vorlesung Einführung in die Psychoanalyse am Wiener Psychoanalytischen Lehrinstitut. Ab 1927 betrieb er eine private psychoanalytische Praxis im 6. Bezirk in Wien.
Nach dem Anschluss Österreichs 1938 emigrierte er mit seiner Familie nach Belgien. Dort war er Lehranalytiker der späteren Gründer der Association des Psychanalystes de Belgique (APB). Das Affidavit der American Psychological Association für die USA erhielt er erst, als die Deutschen 1940 Belgien überfielen. Diese inhaftierten ihn für mehrere Monate im Lager in Saint-Cyprien in Südfrankreich. Von dort wurde er in das Camp de Gurs überstellt. Eine Möglichkeit nach Kuba auszureisen, schlug er aus, da seine Familie noch in Belgien festhalten wurde.
1941 wurde er in das Lager Les Milles verlegt, aus dem er 1942 zu Freunden nach Marseille fliehen konnte. Diese brachten ihn über die Schweizer Grenze, wo er in einem Flüchtlingslager bei Lausanne untergebracht wurde. Hoffmann hatte sich in der Gefangenschaft ein Magenleiden zugezogen und verstarb im Dezember 1944 bei einer Operation.